# Palmwoods
Palmwoods – miasto w Australii, w stanie Queensland.